# Arabio
Arabio o Árabo (en griego antiguo Ἀράβιος o Ἄραβος), en la mitología griega, era hijo de Hermes y Tronia, hija a su vez de Belo, rey de Egipto. Fue padre de Casiopea (también llamada Casiepea). Mitológicamente, es el epónimo del país de Arabia.
Aún existe otro Árabo, del que se dice hijo de Apolo y Babilónide. Acaso se trate del mismo personaje antes citado.
El nombre Arabio está conectado con la etimología de la nación homónima.